# Épisodes de Cousins pour la vie
 (décembre 2018).
Si vous disposez d'ouvrages ou d'articles de référence ou si vous connaissez des sites web de qualité traitant du thème abordé ici, merci de compléter l'article en donnant les références utiles à sa vérifiabilité et en les liant à la section « Notes et références ».
Cet article présente le guide des épisodes de la première saison de la série télévisée américaine Cousins pour la vie (Cousins for Life) diffusée du 24 novembre 2018 au 8 juin 2019 sur Nickelodeon. En France, la série est diffusée depuis le 23 novembre 2019 sur Nickelodeon France.

## Distribution

### Acteurs principaux
- Scarlet Spencer : Ivy
- Dallas Dupree Young : Stuart
- Micah Abbey : Leaf
- Ron G. : Lewis
- Ishmel Sahid : Clark

### Acteurs récurrents
- Jolie Hoang-Rappaport : Gemma
- Emma Shannon : Millie

## Épisodes

### Épisode 1:L'Arrivée
- États-Unis : 24 novembre 2018 sur Nickelodeon
- France : 23 novembre 2019 sur Nickelodeon France

- États-Unis : 622 000 téléspectateurs[1] (première diffusion)

- Emma Shannon : Millie

### Épisode 2: Titre français inconnu (Space Invader)
- États-Unis : 5 janvier 2019 sur Nickelodeon
- France : 23 novembre 2019 sur Nickelodeon France

- États-Unis : 675 000 téléspectateurs[2] (première diffusion)

- Jolie Hoang-Rappaport : Gemma

### Épisode 3:Natalie
- États-Unis : 12 janvier 2019 sur Nickelodeon
- France : 30 novembre 2019 sur Nickelodeon France

- États-Unis : 857 000 téléspectateurs[3] (première diffusion)

- Invitée spéciale : Lizzy Greene : Natalie
- Jolie Hoang-Rappaport : Gemma

### Épisode 4: Titre français inconnu (Hot Dog Day Afternoon)
- États-Unis : 19 janvier 2019 sur Nickelodeon
- France : 7 décembre 2019 sur Nickelodeon France

- États-Unis : 692 000 téléspectateurs[4] (première diffusion)

- Stephanie Lemlin : Charlotte
- Tyler Chase : Del
- Jasmine T.R. Gatewood

### Épisode 5: Titre français inconnu (This Little Piggy Went to Market)
- États-Unis : 26 janvier 2019 sur Nickelodeon
- France : 14 décembre 2019 sur Nickelodeon France

- États-Unis : 845 000 téléspectateurs[5] (première diffusion)

- Stephanie Lemelin : Charlotte

### Épisode 6: Titre français inconnu (The Fearsome Foursome)
- États-Unis : 2 février 2019 sur Nickelodeon

- États-Unis : 1,12 million de téléspectateurs[6] (première diffusion)

- Jolie Hoang-Rappaport : Gemma
- Tait Blum : Jackson

### Épisode 7: Titre français inconnu (Super Ivy)
- États-Unis : 16 février 2019 sur Nickelodeon

- États-Unis : 825 000 téléspectateurs[7] (première diffusion)

- Preston Jones : Ansel
- Carsyn Rose : Tessa

### Épisode 8: Titre français inconnu (Art-Thur)
- États-Unis : 23 février 2019 sur Nickelodeon

- États-Unis : 795 000 téléspectateurs[8] (première diffusion)

- Kendall Rae : Penelope
- Emma Shannon : Millie
- Jolie Hoang-Rappaport : Gemma
- Tait Blum : Jackson

### Épisode 9: Titre français inconnu (A Farewell to Arthur?)
- États-Unis : 2 mars 2019 sur Nickelodeon

- États-Unis : 770 000 téléspectateurs[9] (première diffusion)

- Invité spécial : Roman Reigns : Rodney
- Emma Shannon : Millie

### Épisode 10: Titre français inconnu (Clothes Call)
- États-Unis : 9 mars 2019 sur Nickelodeon

- États-Unis : 849 000 téléspectateurs[10] (première diffusion)

- Jolie Hoang-Rappaport : Gemma
- Judy Klain : Judge Vincent
- Violet Lux : Judge Jerky

### Épisode 11: Titre français inconnu (Those Medal-ing Kids!)
- États-Unis : 16 mars 2019 sur Nickelodeon

- États-Unis : 776 000 téléspectateurs[11] (première diffusion)

Invitée spéciale : Annie LeBlanc : elle-même
- Kheris Rogers : lui-même

### Épisode 12: Titre français inconnu (Green Girl Returns)
- États-Unis : 30 mars 2019 sur Nickelodeon

- États-Unis : 553 000 téléspectateurs[12] (première diffusion)

- Savanah May : Marigold
- Carsyn Rose : Tessa
- Carlton Byrd

### Épisode 13: Titre français inconnu (Cousins Day)
- États-Unis : 6 avril 2019 sur Nickelodeon

- États-Unis : 749 000 téléspectateurs[13] (première diffusion)

- Invité spéciale : Daniella Monet : Denise
- Jolie Hoang-Rappaport : Gemma
- Tait Blum : Jackson

### Épisode 14: Titre français inconnu (Eyes on the Prize)
- États-Unis : 13 avril 2019 sur Nickelodeon

- États-Unis : 624 000 téléspectateurs[14] (première diffusion)

- Franck Capello : Jim
- O'Neil Monahan : Benny

### Épisode 15: Titre français inconnu (Operation: Mom)
- États-Unis : 20 avril 2019 sur Nickelodeon

- États-Unis : 678 000 téléspectateurs[15] (première diffusion)

- Stephanie Lemelin : Charlotte
- Jasmine Gatewood : Liz

### Épisode 16: Titre français inconnu (Trapped for Life)
- États-Unis : 27 avril 2019 sur Nickelodeon

- États-Unis : 547 000 téléspectateurs[16] (première diffusion)

- Brendan Hunt : Miles

### Épisode 17:Le Fantôme
- États-Unis : 4 mai 2019 sur Nickelodeon
- France : 30 novembre 2019 sur Nickelodeon France

- États-Unis : 597 000 téléspectateurs[17] (première diffusion)

- Joachim Powell : Marlowe
- John Paul Green : Cody Cooper
- Emma Shannon : Millie

### Épisode 18: Titre français inconnu (Service for the Service)
- États-Unis : 11 mai 2019 sur Nickelodeon

- États-Unis : 631 000 téléspectateurs[18] (première diffusion)

- Jasmine Gatewood : Liz (voix)

### Épisode 19: Titre français inconnu (Blending a Hand)
- États-Unis : 1er juin 2019 sur Nickelodeon

- États-Unis : 565 000 téléspectateurs[19] (première diffusion)

- Invitée spéciale : Daniella Monet : Denise
- Tait Blum : Jackson

### Épisode 20: Titre français inconnu (Service for the Service)
- États-Unis : 8 juin 2019 sur Nickelodeon

- États-Unis : 469 000 téléspectateurs[20] (première diffusion)

- Stephanie Lemelin : Charlotte